# 霍元甲之精武天下
《霍元甲之精武天下》是一部2019年中國電影，由成思宇执导，杜宇航、庄翰、李若希主演。该電影由众乐乐影视传媒、映美传媒出品，睿博星辰文化传媒联合出品。主要敘述清末武術家霍元甲的故事。
2019年1月18日在优酷上線。由嘻哈歌手GAI演唱的電影宣傳曲《在下霍元甲》也於同日上線。

## 演員
- 杜宇航 飾 霍元甲
- 庄翰 飾 安培
- 李若希 飾 王氏，霍元甲之妻

## 製作
2018年7月28日在浙江省金華市橫店鎮開機，8月11日杀青。

## 劇情
故事以晚清天津武術界為背景，後期以八國聯軍之役時期已失守的天津為背景。
片名雖有「精武」一語，但故事卻未有提及精武體育會或虛構的「精武門」，在霍元甲題材的影視作品中屬於鮮有之例，但反而較符合史實。
片中提及日本人使用合氣道，然而合氣道在晚清尚未創立。

## 外部連結
- 豆瓣电影上《霍元甲之精武天下》的資料 （简体中文）